# مجموعه سرهنگ‌آباد
مجموعهٔ سرهنگ‌آباد مربوط به دوره قاجار است و در ۵۰ کیلومتری زواره، شرق شهرستان اردستان، مزرعه سرهنگ‌آباد واقع شده و این اثر در تاریخ ۲۸ تیر ۱۳۵۵ با شمارهٔ ثبت ۱۲۷۸ به‌عنوان یکی از آثار ملی ایران به ثبت رسیده است.